# Gulfton
Gulfton est un quartier de Houston au Texas, États-Unis. Gulfton, une banlieue, a une population largement issue du Mexique et d'Amérique centrale.